# Reichenberg, Würzburg
Reichenberg là một đô thị trong huyện Würzburg bang Bayern thuộc nước Đức.